# Preußenlied
Il Preußenlied (letteralmente "canzone di Prussia" in tedesco) è stato l'inno nazionale del Regno di Prussia dal 1830 al 1840. In funzione del suo verso iniziale, è noto anche come "Ich bin ein Preuße, kennt ihr meine Farben?" ("Sono un prussiano, conoscete i miei colori?").

## Storia
Bernhard Thiersch (1793–1855), il direttore del ginnasio di Dortmund, scrisse le prime sei strofe dell'inno ad Halberstadt in onore del compleanno del re Federico Guglielmo III nel 1830. La melodia venne composta, nel 1832, da August Neithardt (1793–1861), direttore della musica reale del II Reggimento Granatieri della Guardia dell'Esercito prussiano. Dr. F. Th. Schneider aggiunse la settima strofa nel 1851.
"Preußenlied" sostituì il precedente inno, Borussia e fu a sua volta sostituito da "Heil dir im Siegerkranz".
Poiché quasi tutti i tedeschi a est dell'Oder vennero espulsi dopo la seconda guerra mondiale, il "Preußenlied" veniva talvolta cantato da organizzazioni di rifugiati, come l'Associazione territoriale della Prussia orientale.

## Testo
Ich bin ein Preuße, kennt ihr meine Farben?
Die Fahne schwebt mir weiß und schwarz voran;
Daß für die Freiheit meine Väter starben,
Das deuten, merkt es, meine Farben an.
Nie werd' ich bang verzagen;
Wie jene will ich's wagen
Sei's trüber Tag, sei's heitrer Sonnenschein:
Ich bin ein Preuße, will ein Preuße sein!
Mit Lieb' und Treue nah ich mich dem Throne,
Von welchem mild zu mir ein Vater spricht;
Und wie der Vater treu mit seinem Sohne,
So steh ich treu mit ihm und wanke nicht.
Fest sind der Liebe Bande.
Heil meinem Vaterlande!
Des Königs Ruf dring' in das Herz mir ein:
Ich bin ein Preuße, will ein Preuße sein!
Nicht jeder Tag kann glüh'n im Sonnenlichte;
Ein Wölkchen und ein Schauer kommt zur Zeit.
Drum lese keiner mir es im Gesichte,
Daß nicht der Wünsche jeder mir gedeiht.
Wohl tauschten nah und ferne
Mit mir gar viele gerne;
Ihr Glück ist Trug und ihre Freiheit Schein:
Ich bin ein Preuße, will ein Preuße sein!
Und wenn der böse Sturm mich wild umsauset,
Die Nacht entbrennet in des Blitzes Glut;
Hat's doch schon ärger in der Welt gebrauset,
Und was nicht bebte, war des Preußen Mut.
Mag Fels und Eiche splittern,
Ich werde nicht erzittern;
Es stürm', es krach', es blitze wild darein:
Ich bin ein Preuße, will ein Preuße sein!
Wo Lieb' und Treu' sich um den König reihen,
Wo Fürst und Volk sich reichen so die Hand,
Da muß des Volkes wahres Glück gedeihen,
Da blüht und wächst das schöne Vaterland.
So schwören wir aufs neue
Dem König Lieb' und Treue!
Fest sei der Bund! Ja, schlaget mutig ein:
Wir sind ja Preußen, laßt uns Preußen sein.
Des Preußen Stern soll weithin hell erglänzen,
Des Preußen Adler schweben wolkenan,
Des Preußen Fahne frischer Lorbeer kränzen,
Des Preußen Schwert zum Siege brechen Bahn.
Und hoch auf Preußens Throne
Im Glanz von Friedrichs Krone
Beherrsche uns ein König stark und mild,
Und jedes Preußen Brust sei ihm ein Schild!

### Traduzione italiana
Sono un prussiano, conoscete i miei colori?

La bandiera sventola davanti col bianco e il nero;

che i miei padri sono morti per la libertà,

a ciò - tenetelo presente - alludono i miei colori. 

Mai mi abbatterò impaurito, 

Sarò audace come i miei avi. 

Che sia un giorno fosco, che sia limpido e soleggiato

Io sono un prussiano, voglio essere un prussiano!

Con amore e fedeltà mi avvicino al trono

dal quale un padre mi parla con mitezza

E come il padre è fedele col suo figlio,

Così gli sono fedele e non vacillo

Stretti sono i vincoli dell'amore, 

Salve, mia Patria!

La chiamata del Re mi penetra nel cuore,

Sono un prussiano, voglio essere un prussiano!